# موریتس (ناحیه)
موریتس (به آلمانی: Landkreis Müritz) یک ناحیه در آلمان است که در مکلنبورگ-فورپومرن واقع شده‌است. موریتس  ۶۴٬۶۱۵ نفر جمعیت دارد.